# Urepel
Urepel település Franciaországban, Pyrénées-Atlantiques megyében. Lakosainak száma 274 fő (2022. január 1.). Urepel Aldudes, Banca, Baztan és Erro községekkel határos.

## Népesség
A település népessége az elmúlt években az alábbi módon változott:
| Lakosok száma | 305  | 292  | 295  | 284  | 280  | 277  | 276  | 274  | 274  |
|               | 2013 | 2015 | 2016 | 2017 | 2018 | 2019 | 2020 | 2021 | 2022 |